# Echinocactus horizonthalonius
Echinocactus horizontalonius, conocida comúnmente como biznaga meloncillo, es una especie de planta suculenta perteneciente al género Echinocactus, dentro de la familia Cactaceae. Se distribuye desde el sur de Estados Unidos (concretamente en los estados de Arizona, Nuevo México y Texas) hasta México.

## Descripción
Echinocactus horizontalonius es una especie de cactus que normalmente crece de forma solitaria, aunque en algunas ocasiones puede formar pequeños grupos. Los tallos son aplanados, esféricos o ligeramente cilíndricos, con la epidermis de color verde azulado. Alcanzan una altura de 10 a 50 cm y un diámetro de 10 a 15 cm. Poseen pelos amarillentos y lanudos en la corona, lo que facilita la distinción entre las especies de este género y las especies lampiñas del género Ferocactus que se encuentran en la misma región. 

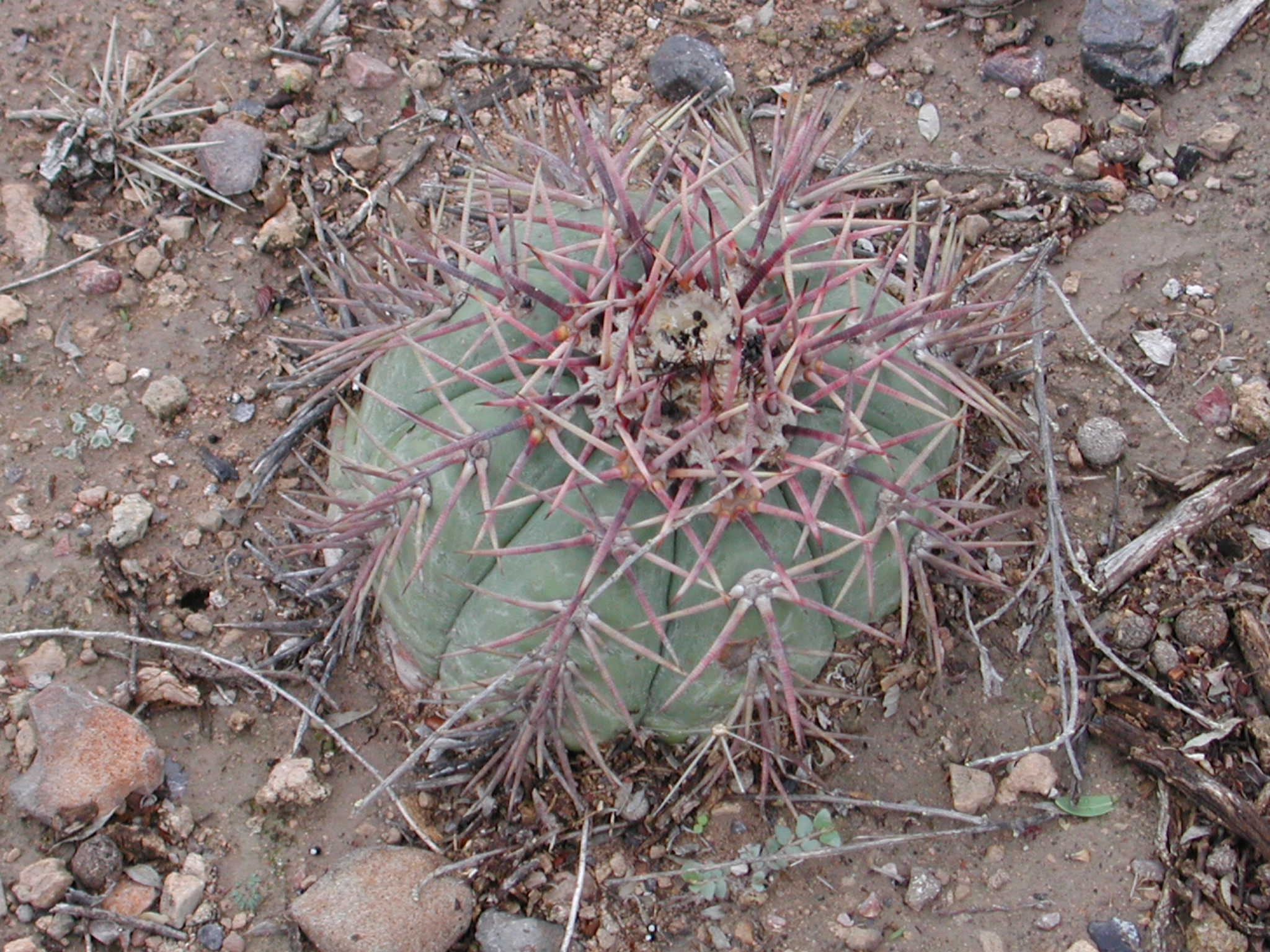
Porte de la planta

Presenta de 5 a 13 costillas (generalmente 8) ligeramente divididas en tubérculos redondeados. Sobre ellas se asientan areolas redondas cubiertas de lana blanca cuando son jóvenes y colocadas horizontalmente en forma transversal. Tienen espinas densas que en su mayoría cubren el cuerpo. Entre ellas se distinguen de 3 a 5 espinas centrales de color gris a negro y miden de 2,5 a 3 cm de longitud. Son rígidas, algo aplanadas y generalmente una de ellas suele estar curvada hacia abajo. También tienen de 5 a 7 espinas radiales grises, aparecen ligeramente curvadas hacia afuera o rectas y miden de 2 a 2,5 cm de largo.

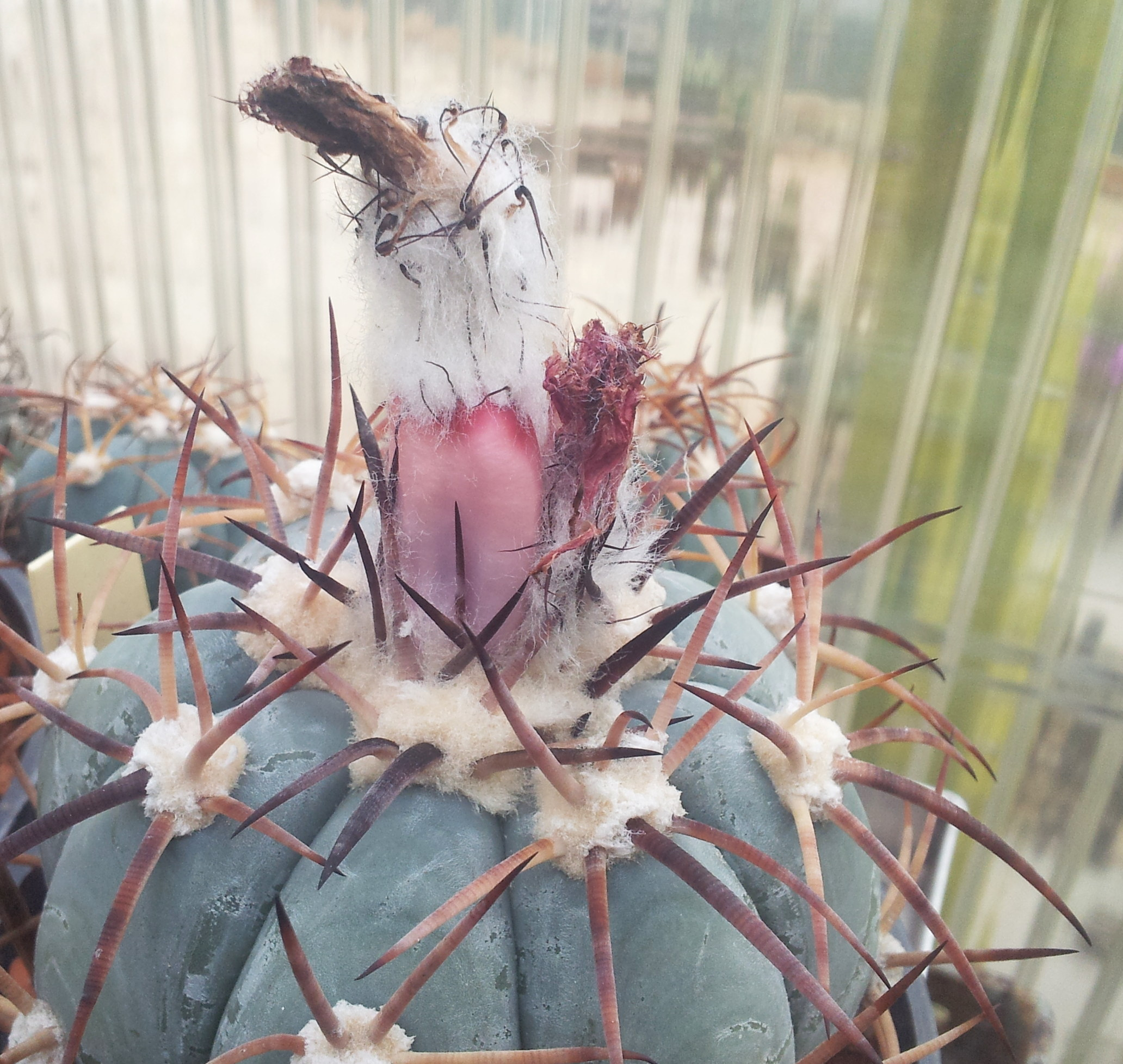
Detalle del fruto

Las flores son rosadas, miden de 5 a 6,2 cm de longitud y de 5 a 6,5 cm de diámetro. Los frutos son de color rojo o rosado, y aunque inicialmente son jugosos, con el tiempo se secan. Miden hasta 2,5 cm de longitud y están cubiertos de una suave lana blanca. En si interior contienen semillas negras, grandes y ligeramente reniformes (con forma de riñón).

## Distribución y hábitat
El área de distribución nativa de esta especie abarca desde el sur de Estados Unidos (concretamente en los estados de Arizona, Nuevo México y Texas) hasta México (concretamente en los estados de Tamaulipas, Zacatecas, Nuevo León, Querétaro, Guanajuato, Aguascalientes, Coahuila, Chihuahua, Sonora, Durango y San Luis Potosí).
Crece principalmente en biomas desérticos o de matorral seco, en suelos calizos de colinas rocosas del desierto.

## Taxonomía
Echinocactus horizontalonius fue descrita por el botánico francés Charles Lemaire y publicada por primera vez en el libro Cactearum Genera Nova Speciesque Novae 19–20 en 1839.
Etimología
- Echinocactus: nombre genérico formado a partir de la palabra latina ĕchīnus (que significa ‘erizo’) y kaktos (que significa ‘cardo’ o ‘planta espinosa’), en alusión al cuerpo esférico y espinoso que presentan las especies de este género.[9]
- horizontalonius: epíteto específico que proviene de la palabra latina horizontalis (que significa 'horizontal') y la palabra griega halonion (que significa 'areola'), en alusión a la orientación de las areolas de la especie.[10]

### Subespecies
Actualmente se distinguen dos subespecies:
| Imagen | Subespecie                                               | Descripción                                           | Distribución                                                                |
| ------ | -------------------------------------------------------- | ----------------------------------------------------- | --------------------------------------------------------------------------- |
|        | Echinocactus horizonthalonius subsp. australis M.A.Baker | Tiene costillas más bajas, de unos 2.5 mm de altura.  | Desde el sur de Estados Unidos (Arizona, Nuevo México y Texas) hasta México |
|        | Echinocactus horizonthalonius subsp. horizonthalonius    | Tiene costillas más altas, de unos 12.5 mm de altura. | Noreste de México (Guanajuato)                                              |

Sinonimia
- Sinónimos de Echinocactus horizonthalonius subsp. australis:[11] (no tiene)
- Sinónimos de Echinocactus horizonthalonius subsp. horizonthalonius:[12]
  - Echinocactus equitans Scheidw., 1839
  - Echinocactus horizontalis C.F.Först., 1846
  - Echinocactus horizonthalonius var. centrispinus Engelm., 1856
  - Echinocactus horizonthalonius f. centrispinus (Engelm.) Schelle, 1926
  - Echinocactus horizonthalonius var. curvispinus Salm-Dyck, 1850
  - Echinocactus horizonthalonius f. curvispinus (Salm-Dyck) Schelle, 1907
  - Echinocactus horizonthalonius var. equitans Schmoll, 1947
  - Echinocactus horizonthalonius subsp. jarmilae Halda & Horáček, 2000
  - Echinocactus horizonthalonius var. laticostatus Schmoll, 1947
  - Echinocactus horizonthalonius subsp. nicholii (L.D.Benson) U.Guzmán, 2003
  - Echinocactus horizonthalonius var. nicholii L.D.Benson, 1969
  - Echinocactus horizonthalonius var. obscurispinus Rud.Mey., 1911
  - Echinocactus horizonthalonius f. obscurispinus (Rud.Mey.) Schelle, 1926
  - Echinocactus horizonthalonius var. subikii Staník & Dráb, 1998
  - Echinocactus laticostatus Engelm. & J.M.Bigelow, 1857 publ. 1856
  - Echinocactus pachycornis Muehlenpf., 1846
  - Meyerocactus horizonthalonius subsp. nicholii (L.D.Benson) Doweld, 1999

## Estado de conservación

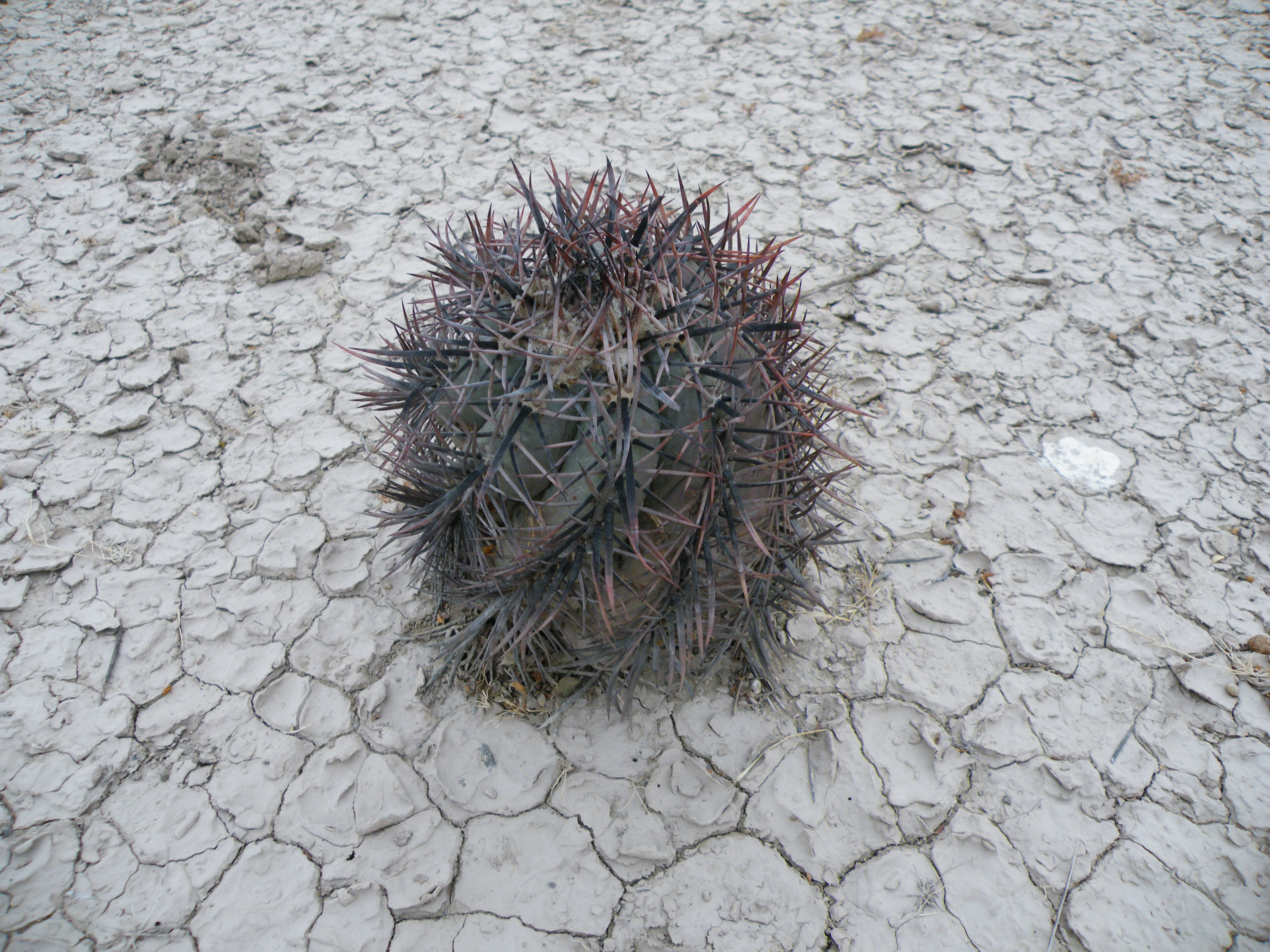
En su hábitat

En la Lista Roja de Especies Amenazadas de la UICN, la especie está clasificada como de "Preocupación Menor (LC)”. Las principales amenazas que sufre la especie se deben a la degradación del hábitat causada por el cambio en el uso del suelo debido a la urbanización y la agricultura.

## Usos

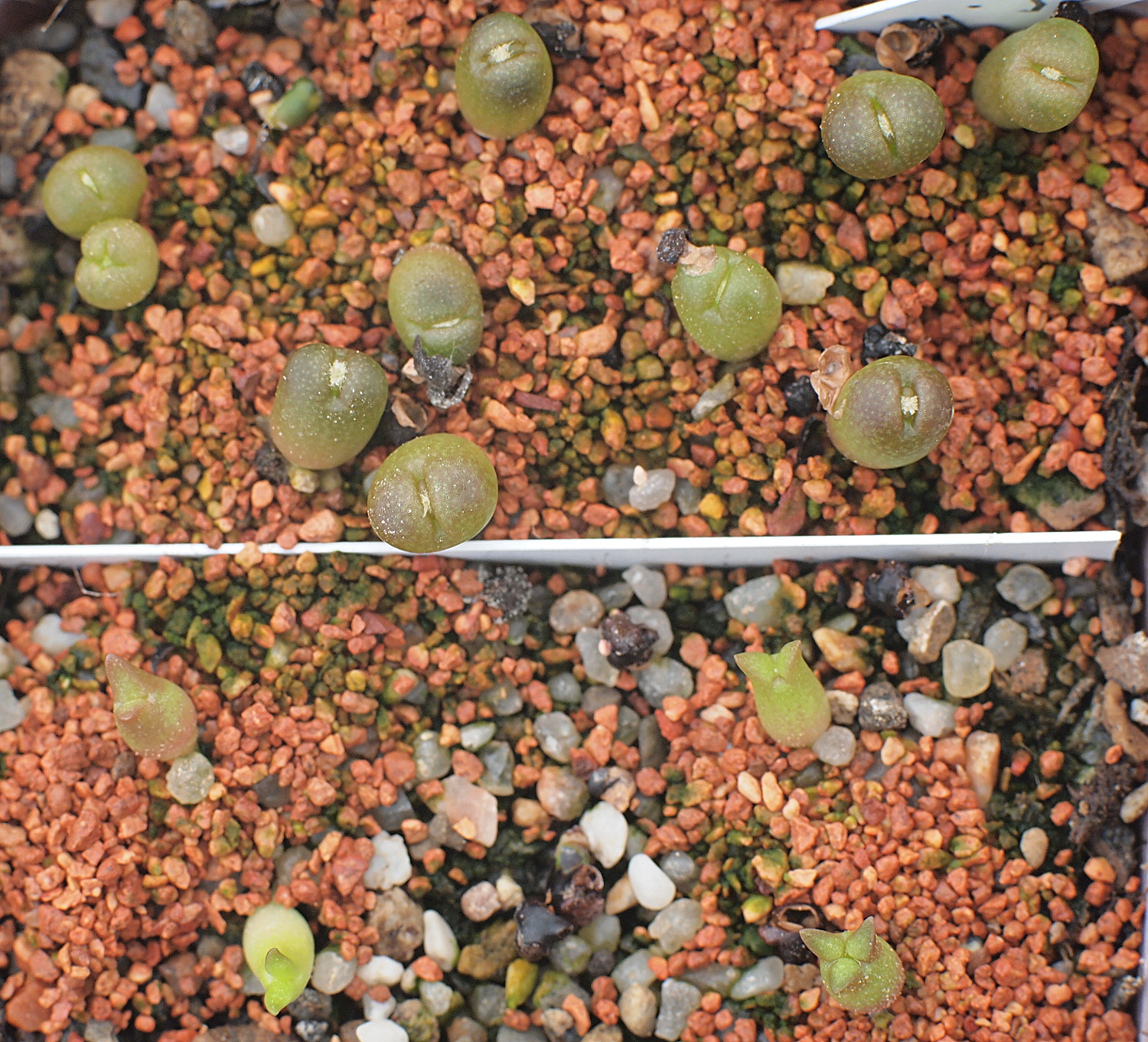
Plántulas en crecimiento

Echinocactus horizonthalonius es una especie de cactus que se cultiva principalmente con fines ornamentales. Requiere una exposición solar intensa y un riego muy controlado, ya que es propenso a pudrirse con facilidad. Durante el invierno, necesita mantenerse seco y a una temperatura mínima de 0 °C, aunque puede soportar hasta -10 °C.
Prefiere un sustrato mineral con buen drenaje y responde positivamente a la presencia de caliza en la mezcla de tierra. Aunque tolera ambientes con alta luminosidad, se adapta mejor si recibe algo de sombra durante las horas más calurosas del verano.
La propagación se realiza principalmente por semillas, ya que esta especie rara vez produce hijuelos. El injerto también constituye una opción viable. Para recolectar semillas, es necesario dejar que los frutos alcancen una madurez completa. Luego se extraen, limpian y secan las semillas antes de almacenarlas o sembrarlas.

## Nombres comunes
Los nombres comunes de esta especie son: barrilito, biznaga de dulce, biznaga meloncillo, biznaga-tonelmancamula, manca caballo, mancacaballo, mancamula o visnaga meloncillo.